# Nora Norman
Nora Norman (Sabadell) és una cantant catalana de soul. Va estudiar un grau de disseny, però el va deixar per dedicar-se a la música. Viu a Madrid des del 2015.